# Am Großen Bruch
Am Großen Bruch este o comună din landul Saxonia-Anhalt, Germania.

## Monumente
- Hamersleben: Mănăstirea Hamersleben, monument de arhitectură romanică